# Ophidiaster confertus
Ophidiaster confertus is een zeester uit de familie Ophidiasteridae.
De wetenschappelijke naam van de soort werd in 1916 gepubliceerd door Hubert Lyman Clark.